# My Channel Africa
My Channel Africa é um canal de televisão por assinatura angolano, de propriedade do Grupo Record. Está disponível via satélite, através da operadora DStv (canal 515, em definições HD e SD), e na televisão a cabo, pela operadora TV Cabo (canal 13), para algumas províncias de Angola e Moçambique. Tem uma programação composta por entretenimento, exibindo séries, telenovelas e outros programas da RecordTV.

## História
O canal foi inaugurado em 2005 como TV Record Angola. Inicialmente, não tinha programação produzida em Angola, servindo somente como um sinal da Record Internacional para o país.
Em 2008, estreou o programa Mangolé de Sucesso, com apresentação de Angélica Costa, a primeira produção da emissora em Angola. Em 23 de abril de 2009, a emissora inaugurou uma nova sede em Luanda.
Em 18 de novembro de 2014, a TV Record Angola passou a transmitir seu sinal integralmente em alta definição (HD) pela DStv. Em 20 de maio de 2015, lançou a revista de variedades Share Angola, baseada na revista Share, da Record Europa.
Em 24 de novembro de 2016, com a reformulação da marca da rede, a emissora passou a se chamar RecordTV Africa. Com a mudança, também houve a estreia do programa Escola da Moda, com a apresentação da jornalista Mell Chaves e do produtor de moda Hadjamar El Vaim, exibido também na TPA2, canal secundário da emissora pública TPA.
Em 8 de maio de 2018, a emissora estreou o JR África, telejornal comandado por Simeão Mundula, e em 18 de março de 2019, estreou o programa Tudo a Ver (baseado no programa brasileiro homônimo), com a apresentação de Juddy da Conceição e Rosa de Sousa. Em novembro de 2020, foi anunciado que Juddy deixou a emissora.
Em 19 de abril de 2021, foi anunciado pelo Secretário de Estado para a Comunicação Social de Angola, Nuno Carnaval, durante pronunciamento transmitido pela TPA, que a RecordTV Africa, bem como outros jornais, revistas, sites e rádios, teria suas atividades suspensas, com efeito a partir do dia 21 de abril, devido a inconformidades em relação aos requisitos legais para que possa se exercer a atividade jornalística no país, como o fato de que a empresa não tem um angolano em sua direção executiva, além de ter, em seu quadro de funcionários, jornalistas estrangeiros que não estão credenciados no país. O secretário afirmou que as empresas suspensas não poderiam retomar suas atividades enquanto não corrigissem as ilegalidades. A emissora se manifestou por meio de nota, e afirmou que "sempre se pautou pela legalidade nos mais de 15 anos presentes em Angola e em todo continente africano, e irá, junto aos órgãos de tutela, buscar esclarecimentos referentes as supostas irregularidades alegadas".
Em 20 de abril, a RecordTV Africa divulgou outra nota oficial, onde informou que entrou com recurso contra a decisão do governo angolano, o que permitiria que a emissora continuasse no ar enquanto decorresse a apreciação do mesmo. No entanto, à meia noite do dia previsto, a programação da emissora foi suspensa, sem previsão de retorno.
Em 30 de abril, a emissora anunciou a substituição do diretor-executivo Fernando Teixeira por Simeão Mundula, e afirmou que não tem em seus quadros nenhum jornalista de nacionalidade estrangeira.
Em 16 de julho, a emissora retomou suas operações com o nome My Channel Africa, mantendo a programação de entretenimento da RecordTV, mas sem produzir programas locais. Inicialmente, retornou somente no mesmo canal em que estava na DStv antes de interromper suas atividades, e em 3 de agosto, retornou no canal 13 da TV Cabo.

## Programas
Atualmente, o My Channel Africa exibe somente programas produzidos pela RecordTV no Brasil. Diversos programas locais compuseram a grade da emissora, e foram descontinuados:
- Camião de Sucesso
- Escola da Moda
- JR Africa
- Mangolê de Sucesso
- Me Ajuda Só
- Tudo a Ver

## Equipe

### Membros antigos
- Ângela Cardoso
- Angélica Costa[22]
- Beca Almeida
- Hadjamar El Vaim
- Isaura Lima
- Juddy da Conceição
- Kinna Santos[23]
- Leopoldina David[20]
- Manuela Costa[20]
- Mell Chaves
- Micaela Reis[21]
- Nigel Wanckook[21]
- Rosa de Sousa
- Simeão Mundula
- Teresa Cuenhe[20]